# Il porto degli spiriti
Il porto degli spiriti (titolo originale Människohamn) è un romanzo horror del 2008 dello scrittore svedese John Ajvide Lindqvist.
Il romanzo è stato tradotto in italiano per la prima volta nel 2010 da Marsilio Editore.

## Trama
Anders si reca assieme alla moglie e alla figlioletta Maja al faro di Gavasten durante una nevosa giornata d'inverno. La bambina, attirata da qualcosa che solo lei è in grado di vedere, sparisce misteriosamente senza lasciare nessun tipo di traccia. Dopo qualche anno Anders si ritrova solo e alcolizzato, preda dei suoi incubi, alla ricerca della verità. L'isola di 
Domarö nasconde infatti nel suo passato incredibili segreti inghiottiti dal mare. Solo scendendo nell'abisso Anders potrà ritrovare l'amata figlia. 

## Edizioni
- John Ajvide Lindqvist, Il porto degli spiriti, traduzione di Giorgio Puleo, Marsilio Editori, 2010,  p. 493, ISBN 978-88-317-0568-4.
- John Ajvide Lindqvist, Il porto degli spiriti, traduzione di Giorgio Puleo, Marsilio Editori, 2012,  p. 493, ISBN 978-88-317-1187-6.